# Legione italica
La Legione Italica (o anche Legione Italiana) fu un'organizzazione a carattere paramilitare, fondata durante il Risorgimento dal mazziniano Nicola Fabrizi, attiva dal 1837 al 1860.

## Storia
Dopo aver preso parte ai moti del 1830-1831 Nicola Fabrizi fu esule in Spagna (dove combatté con i rivoluzionari spagnoli) e poi a Malta, allora rifugio di moli esuli. 
Nell'isola fondò la Legione Italica nel 1837,  che avrebbe dovuto capeggiare un movimento di guerriglia stabilendo la sua base operativa nel Sud Italia. Fabrizi si concentrò essenzialmente sulla Sicilia, dove nel 1837 per un'epidemia colerica erano scoppiati dei moti popolari, dove invece Mazzini ritenne poco opportuno intervenire per la paura che i Siciliani avrebbero avviato una secessione dal regno delle Due Sicilie senza poi volersi unificare al futuro regno d'Italia.
Un'organizzazione che pretendeva, secondo il suo fondatore, di porsi rispetto alla Giovine Italia (rilanciata nel 1839 da Mazzini) come il braccio rispetto alla mente: attribuendosi la direzione militare del moto futuro, Fabrizi riservava al Mazzini compiti di pedagogo nazionale.
Forte dell'esperienza militare fatta nella Spagna, Fabrizi organizzò la Legione sul tipo delle guerriglie. In pratica cercava di preparare uomini per la insurrezione educandoli spiritualmente secondo i principi di Mazzini del quale conservava l'amicizia. Di questa società e del suo fondatore si parlò nel processo dei fratelli Bandiera sbarcati nel giugno del 1844 in Calabria a soccorrere un'insurrezione che era stata già repressa. Sebbene non avesse avuto parte diretta nel tentativo dei Bandiera deve riconoscersi l'azione indiretta che ebbero nella preparazione dei movimenti soprattutto nel Mezzogiorno lo stesso Fabrizi e i suoi amici raccolti intorno al Comitato di Londra.
Fu creata tra il 1839 e il 1841 una fitta rete clandestina in Sicilia orientale, in particolare in città come Messina e Catania, facendo proseliti anche nel Napoletano, in parte della Toscana e nelle Romagne.
Aderì alla Legione italica anche Ignazio Ribotti che nel 1843 tornò in Italia per preparare un piano militare di sostegno a un'insurrezione progettata, passando, con grave rischio, da Messina e Napoli e recandosi infine in Romagna. In seguito, raccolti quanti più esuli possibile, partecipò ai moti di Rimini del 1846, rifugiandosi, in seguito alla loro repressione, in Spagna. Allo scoppiò dei moti del 1848 vi presero parte, in Toscana, in Veneto e in Sicilia, mente Fabrizi fu nel 1849 alla difesa della Repubblica Romana. Nel 1857 la Legione sostenne la spedizione fallita di Carlo Pisacane a Sapri.
Nel 1860 da Malta con la rete siciliana di Matteo Raeli preparò il terreno per la spedizione dei Mille, con Fabrizi che inviava messaggi a Garibaldi. Dopo lo sbarco a Marsala solo il 1º giugno, per aver perduto molti giorni per superare gli ostacoli frapposti dalle autorità maltesi all'imbarco e al trasporto di armi e munizioni, Fabrizi e 21 compagni della legione sbarcarono a Pozzallo, sulla costa della Sicilia orientale ancora in mano dei borbonici, e mentre la flotta nemica era disposta in crociera. Senza quegli ostacoli, l'arrivo in Sicilia sarebbe stato, come negli accordi, contemporaneo a quello di Garibaldi con i Mille. Quei fucili furono i primi che armarono Modica, Noto, Catania, e, infine, la guardia nazionale di Messina. Il manipolo sbarcato a Pozzallo divenne in pochi giorni, per l'accorrere dei volontari, una brigata.